# Acrapex holoscota
Acrapex holoscota là một loài bướm đêm trong họ Noctuidae.